# Liste bekannter Persönlichkeiten der Seoul National University
An der Seoul National University haben viele Personen, die Bekanntheit erlangt haben, studiert oder gelehrt. Folgende Liste führt Personen auf, die der Seoul National University als Studierende oder Gelehrte verbunden sind.

## Politik

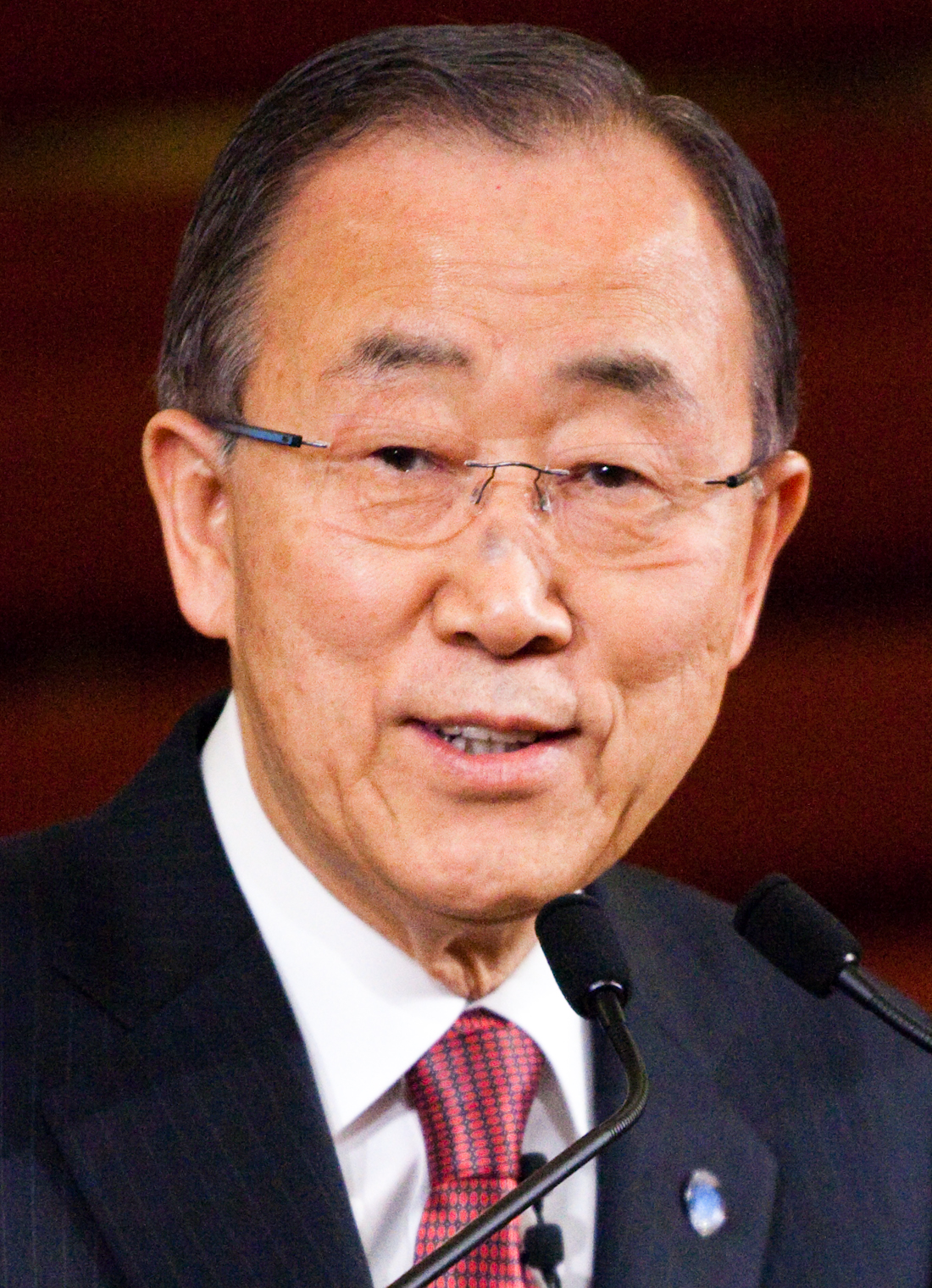
Ban Ki-moon, 8. Generalsekretär der Vereinten Nationen (2007–2016)

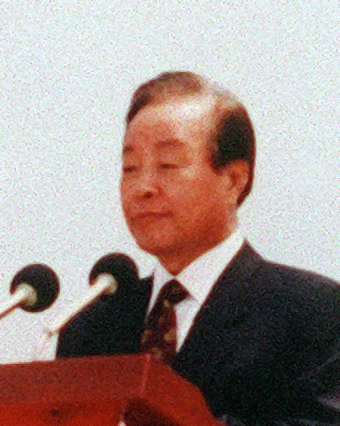
Kim Young-sam, 7. Präsident der Republik Korea (1993–1998)

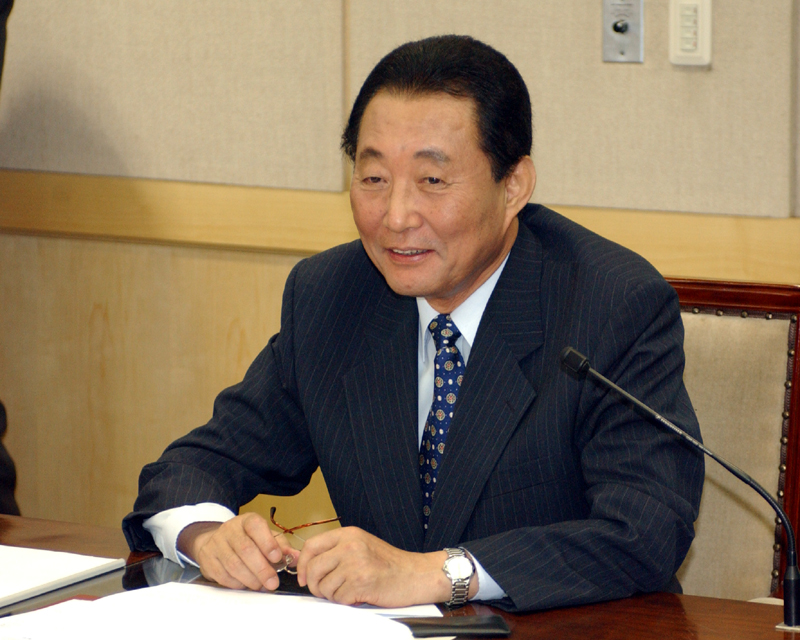
Goh Kun, 30. und 35. Premierminister (1997–1998, 2003–2004), Interimspräsident (2004)

Folgende Politiker und Kabinettsmitglieder haben an der SNU studiert. Insbesondere unter den Premierministern stellen SNU-Absolventen eine Mehrheit dar.
- Ahn Cheol-soo (* 1962), Mediziner, Softwareentwickler und zweimaliger Präsidentschaftskandidat
- Ban Ki-moon (* 1944), achter Generalsekretär der Vereinten Nationen
- Chin Dae-je, neunter Minister für Information und Telekommunikation
- Chung Mong-joon (* 1951), Unternehmer und Politiker, FIFA-Vizepräsident (1994–2011)
- Chung Un-chan (* 1947), 40. Premierminister, 23. Rektor der Seoul National University
- Goh Kun (* 1938), 30. und 35. Premierminister, Interimspräsident
- Han Duck-soo (* 1949), 38. Premierminister
- Han Seung-joo, 24. Außenminister, Politikwissenschaftler
- Han Seung-soo (* 1936), 39. Premierminister, 56. Präsident der UN-Generalversammlung
- Kang Kum-sil, 55. Justizministerin
- Kim Geun-tae (1947–2011), 43. Gesundheitsminister und Demokratiekämpfer
- Kim Hwang-sik (* 1948), 41. Premierminister
- Kim Moon-soo, vierter gewählter Gouverneur von Gyeonggi-do und Politiker
- Kim Sung-hwan (* 1953), 36. Außenminister
- Kim Young-sam (1927–2015), siebter Präsident der Republik Korea, Oppositionsführer
- Lee Hae-chan (* 1952), 36. Premierminister
- Lee Han-dong, 33. Premierminister
- Lee Hoi-chang (* 1935), 26. Premierminister, zweimaliger Präsidentschaftskandidat
- Lee Hong-koo (* 1934), 28. Premierminister
- Lee Hui-ho, Ehefrau des achten Präsidenten der Republik Korea Kim Dae-jung
- Lee Hyun-jae, 20. Premierminister, 16. Rektor der Seoul National University
- Lee Jung-hee, Präsidentschaftskandidatin 2012
- Lee Soo-sung (* 1939), 29. Premierminister, 20. Rektor der Seoul National University
- Lee Yung-dug, 27. Premierminister
- Nam Duck-woo (1924–2013), 14. Premierminister
- Yoon Jeung-hyun, Interims-Premierminister (2010)
- Yoon Young-kwan, 32. Außenminister, Politikwissenschaftler
- Yu Myung-hwan (* 1946), 35. Außenminister
- Yu Si-min (* 1959), 44. Gesundheitsminister, Politiker und Publizist
- Yun Byung-se (* 1953), 37. Außenminister

## Verwaltung
- Kim Doo-young (* 1952), Urkundsbeamter des Internationalen Seegerichtshofs
- Yu Woo-ik (* 1950), Geograph, 36. Minister für Vereinigungsfragen, Generalsekretär der Internationalen Geographischen Union

## Wirtschaft
- Kang Jin-Ku, ehemaliger Geschäftsführer der Samsung Electronics
- Kwon Oh-hyun (* 1952), CEO und Vizevorsitzender der Samsung Electronics
- Min Kye-Shik, ehemaliger Geschäftsführer der Hyundai Heavy Industries
- Young-Sup Huh (1941–2009), Pharmaunternehmer

## Wissenschaft

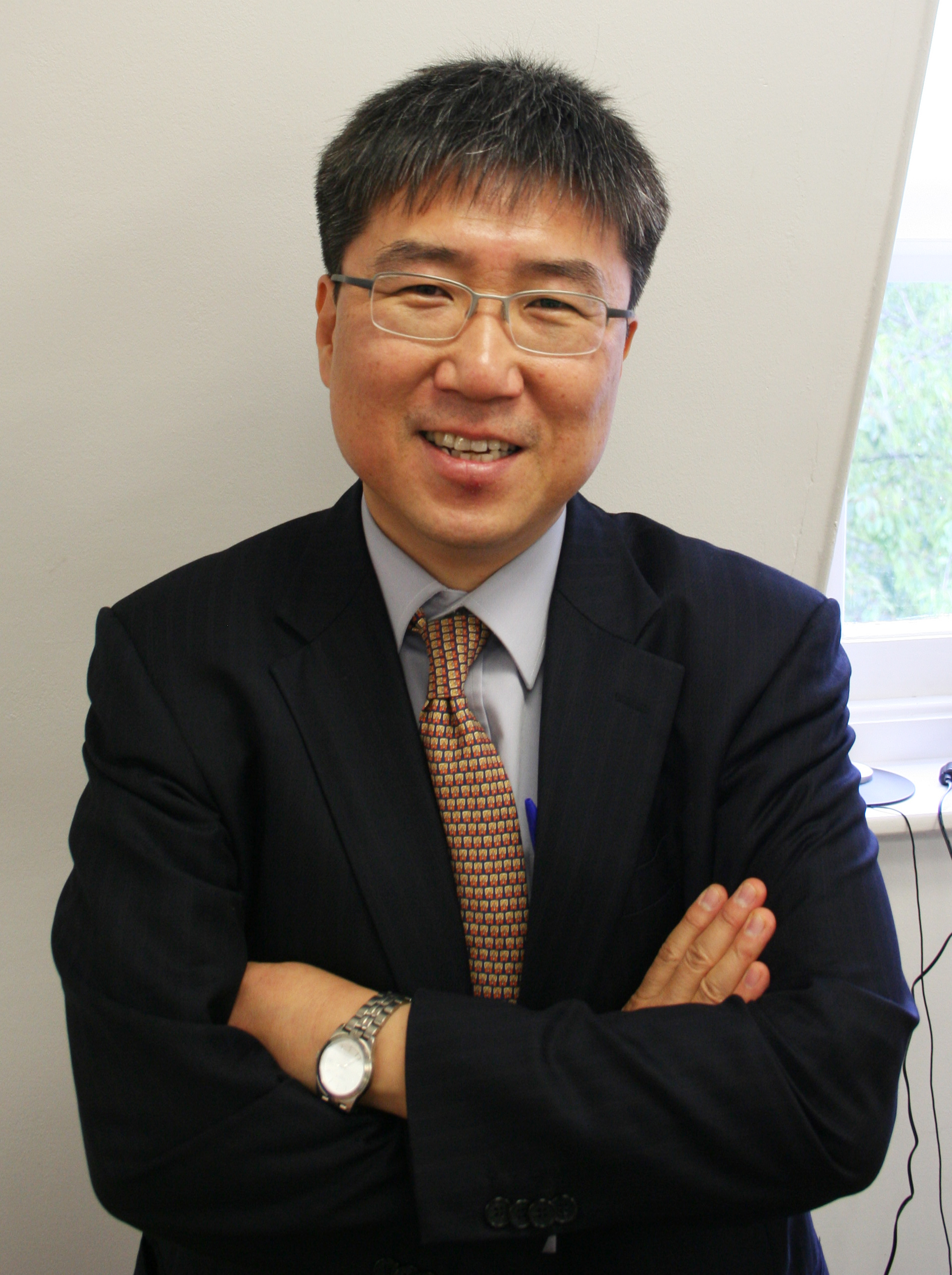
Chang Ha-joon, Ökonom

Unter den Wissenschaftlern befinden sich folgende Absolventen.
- Chang Ha-joon (* 1963), Wirtschaftswissenschaftler (Entwicklungspolitik)
- Kah Kyung Cho (1927–2022), Philosoph
- Kwang-Je Kim (* 1944), Physiker
- Minhyong Kim, Mathematiker (arithmetische algebraische Geometrie)
- Kim Sung-Hou, Strukturbiologe und Biophysiker
- Kim Won-yong, Archäologe
- Benjamin W. Lee (1935–1977), theoretischer Physiker
- Lee Jong-wook (1945–2006), Generaldirektor der Weltgesundheitsorganisation
- Lee Ki-baek, Historiker
- Song Du-yul (* 1944), deutsch-koreanischer Soziologe (wurde wegen Spionageverdachts angeklagt)
- Sang-Hyun Song (* 1941), Rechtswissenschaftler, Präsident des Internationalen Strafgerichtshofs

## Literatur, Kunst und Musik

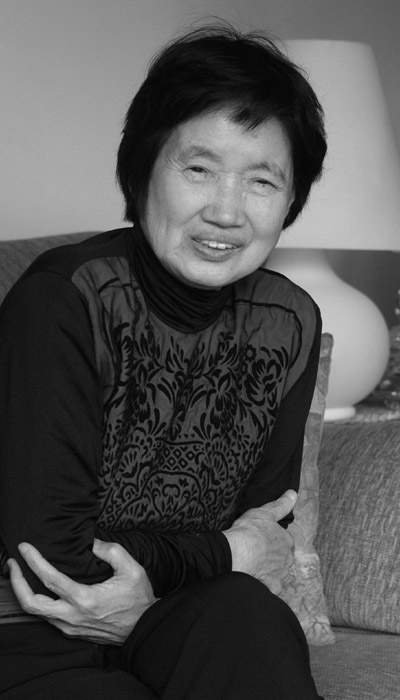
Schriftstellerin Pak Wanso

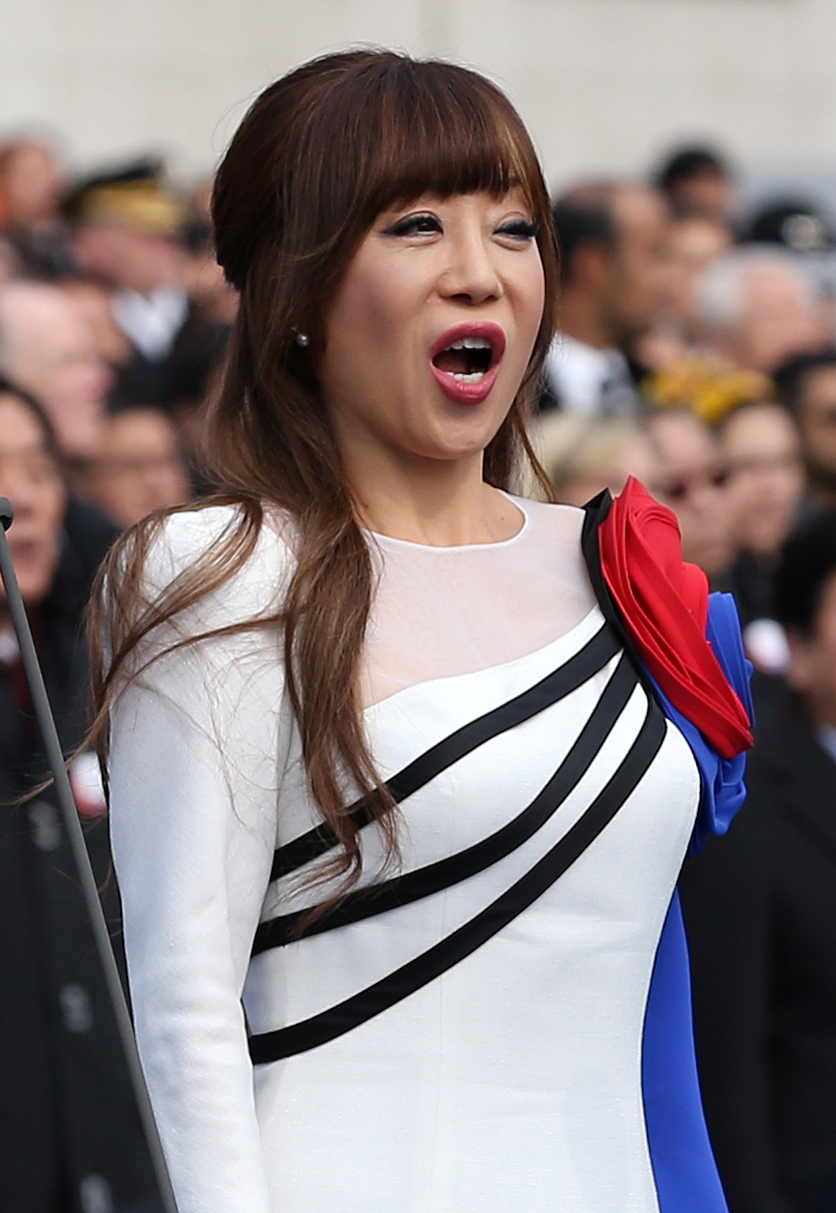
Sopranistin Sumi Jo